# Mons (Charente-Maritime)
Mons ist eine französische Gemeinde mit 446 Einwohnern (Stand: 1. Januar 2022) im Département Charente-Maritime in der Region Nouvelle-Aquitaine (vor 2016: Poitou-Charentes); sie gehört zum Arrondissement Saint-Jean-d’Angély und zum Kanton Matha. Die Einwohner werden Monsois und Monsoises genannt.

## Geographie
Mons liegt etwa 17 Kilometer nordnordwestlich von Cognac in der Saintonge. Umgeben wird Mons von den Nachbargemeinden Prignac im Norden und Nordwesten, Thors im Norden, Sonnac im Nordosten, Bréville im Osten und Südosten, Val-de-Cognac im Süden und Südosten, Mesnac und Le Seure im Süden, Migron im Westen sowie Courcerac im Nordwesten.

## Bevölkerungsentwicklung
| Jahr                       | 1962 | 1968 | 1975 | 1982 | 1990 | 1999 | 2006 | 2017 |
| Einwohner                  | 534  | 530  | 509  | 488  | 439  | 448  | 455  | 438  |
| Quellen: Cassini und INSEE |      |      |      |      |      |      |      |      |

## Sehenswürdigkeiten

Kirche Saint-Severin

- Kirche Saint-Severin
- Mühle von La Vrignole